# Ryan Johnson
Ryan Johnson es un actor australiano conocido por haber interpretado a Kyle Richter en la serie Head Start y a Ian Jones en la serie Out of the Blue.

## Carrera
En 2008 interpretó a Ian "Stavva" Jones, el hijo de Pia y Brian Jones, y hermano de Lucia (Basia A'Hern). Ian trabajaba para el café familiar "Bacino".
Ese mismo año apareció como invitado en la primera temporada de la serie criminal Underbelly, en donde interpretó al criminal Rocco Arico, amigo del también criminal Dino Dibra.
El 24 de agosto de 2010 se unió como personaje recurrente a la exitosa serie australiana Home and Away, donde interpretó a Paolo "Paulie" Rosetta, el hermano menor del expolicía Angelo Rosetta hasta el 23 de septiembre del mismo año luego de que su personaje decidiera mudarse de la bahía y regresar a Sídney.
Ese mismo año apareció como invitado en series australianas como Sea Patrol y en Satisfaction.
En 2012 Ryan unió al elenco principal de la segunda temporada de la serie norteamericana Fairly Legal donde interpretó al abogado litigante Ben Grogan, hasta el final de la serie el 15 de octubre del mismo año luego de que la serie fuera cancelada debido al bajo rating.
En 2013 apareció como invitado en el undécimo episodio de la primera temporada de la serie australiana Mr & Mrs Murder donde interpretó a Michael Gorman.
En 2014 apareció como personaje secundario de la miniserie de dos partes Never Tear Us Apart: The Untold Story of INXS donde interpretó a Gary Morris, el gerente de "Midnight Oil".

## Filmografía

### Series de Televisión
| Año             | Título                                        | Personaje               | Notas                                               |
| --------------- | --------------------------------------------- | ----------------------- | --------------------------------------------------- |
| 2016 - presente | Doctor Doctor                                 | Matt Knight             | 21 episodios                                        |
| 2016            | Brock                                         | Tim "Plastic" Pemberton | 2 episodios - miniserie                             |
| 2016            | Rake                                          | Raymond                 | 2 episodios                                         |
| 2015            | Ready For This                                | Dave                    | episodio "Shadow Boxing"                            |
| 2015            | Hiding                                        | Ash Adamo               | 4 episodios                                         |
| 2014            | House Husbands                                | Will Stevens            | 8 episodios                                         |
| 2014            | Love Child                                    | Phillip Paige           | 5 episodios                                         |
| 2014            | Never Tear Us Apart: The Untold Story of INXS | Gary Morris             | 2 episodios - miniserie                             |
| 2013            | Mr & Mrs Murder                               | Michael Gorman          | episodio "Keeping Up Appearances"                   |
| 2012            | Fairly Legal                                  | Ben Grogan              | 13 episodios                                        |
| 2012            | Dance Academy                                 | Doctor Dave             | episodio "Breaking Pointe"                          |
| 2011            | One Step Closer to Home                       | Paul Shaw               | episodio "Tackling the Big Issues of Domestic Life" |
| 2011            | SLiDe                                         | Rob                     | episodio # 1.4                                      |
| 2011            | Laid                                          | Davey                   | 2 episodios                                         |
| 2010            | Home and Away                                 | Paulie Rosetta          | 10 episodios                                        |
| 2010            | Rake                                          | Marty                   | episodio "R vs Marx"                                |
| 2010            | Sea Patrol                                    | Darryl                  | episodio "Rawhide"                                  |
| 2010            | Satisfaction                                  | Steve                   | 2 episodios                                         |
| 2009            | My Place                                      | Oficial Moroney         | episodio "1938 Colum"                               |
| 2000 - 2009     | All Saints                                    | Conrad Hagen            | 3 episodios                                         |
| 2009            | The Chaser's War on Everything                | Marco                   | episodio "The Chaser's Waste of Taxpayer's Money"   |
| 2008            | Out of the Blue                               | Ian "Stavva" Jones      | 69 episodios                                        |
| 2008            | Underbelly                                    | Rocco Arico             | 3 episodios                                         |
| 2007            | CSI: NY                                       | Bob Smith               | episodio "What Schemes May Come"                    |
| 2005            | The Secret Life of Us                         | Zelko Milanovic         | 8 episodios                                         |
| 2003            | White Collar Blue                             | Jared "Mungo" Muntz     | 2 episodios                                         |
| 2002            | Young Lions                                   | Alex Brooks             | episodio "Boy School Bullies"                       |
| 2002            | Dossa and Joe                                 | Bobby Bailey            | 6 episodios                                         |
| 2001            | Head Start                                    | Kyle Richter            | 40 episodios                                        |
| 2000            | BeastMaster                                   | Reon                    | episodio "Heart Like a Lion"                        |

### Películas
| Año  | Título                              | Personaje           | Notas                                                                                            |
| ---- | ----------------------------------- | ------------------- | ------------------------------------------------------------------------------------------------ |
| 2014 | Carlotta                            | Peter               | junto a Jessica Marais, Eamon Farren, Socratis Otto, Andrew Lees, Gigi Edgley & Alex Dimitriades |
| 2012 | Gull                                | Teddy               | corto - junto a Andrew Ryan                                                                      |
| 2012 | Two Flies                           | Ryan                | junto a Andrew Ryan                                                                              |
| 2011 | Jucy                                | Alex                | junto a Charlotte Gregg, Damien Freeleagus & Andrew Ryan                                         |
| 2011 | Family Values                       | Tom                 | corto - junto a Zoe Carides & Alan Lovell                                                        |
| 2010 | Nic & Shauna                        | Nicholai            | corto - junto a Abe Forsythe & Pia Miranda                                                       |
| 2008 | The Eternity Man                    | Entrenador          | -                                                                                                |
| 2008 | Monkey Puzzle                       | Dylan               | junto a Ella Scott Lynch, Ben Geurens & Socratis Otto                                            |
| 2007 | All My Friends Are Leaving Brisbane | Tyson               | junto a Charlotte Gregg, Tom Oakley, Gyton Grantley & Andrew Ryan                                |
| 2007 | Fallers                             | Kenneth             | junto a Abe Forsythe, Susie Rugg, Stephen Leeder & Christian Manon                               |
| 2007 | Gosth Rider                         | Mesero              | -                                                                                                |
| 2005 | Europe                              | Hombre Europeo      | -                                                                                                |
| 2005 | Son of the Mask                     | Chad                | -                                                                                                |
| 2004 | Thunderstruck                       | Lloyd               | junto a Callan Mulvey, Sam Worthington, Roy Billing, Damon Gameau & Stephen Curry                |
| 2004 | Book Em                             | Warren              | -                                                                                                |
| 2003 | Ned                                 | Asesino de Shanahan | junto a Abe Forsythe, Josef Ber, Felix Williamson, Michala Banas & Andrew Daddo                  |
| 2003 | The Wannabes                        | Hammer              | junto a Russell Dykstra, Felix Williamson, Nick Giannopoulos & Tony Nikolakopoulos               |
| 2002 | Stuffed Bunny                       | Marcus              | junto a Russell Dykstra, Chris Haywood & Marshall Napier                                         |
| 2002 | The Junction Boys                   | Mike Hess           | junto a Fletcher Humphrys, Ewen Leslie, Luke Ford, Josef Ber & Bernard Curry                     |
| 2001 | Jet Set                             | Caroline Byrne      | junto a Robert Mammone & Deborah Kennedy                                                         |
| 2000 | City Loop                           | Misha               | junto a Sullivan Stapleton, Brendan Cowell, John Batchelor & Jessica Napier                      |
| 2000 | Nowhere to Land                     | Chad                | junto a Rachael Blake, Holly Brisley & Laurie Foell                                              |

### Director
| Año  | Título | Notas           |
| ---- | ------ | --------------- |
| 2004 | Ninja  | obra - director |

### Teatro[12]
| Año  | Obra                        | Personaje | Director (a)    | Teatro              | Notas                                                            |
| ---- | --------------------------- | --------- | --------------- | ------------------- | ---------------------------------------------------------------- |
| 2009 | The Lonesome West           | -         | Peter Carstairs | Belvoir St. Theatre | junto a Sibylla Budd, Travis Cotton & Toby Schmitz               |
| 2008 | Rabbit                      | -         | Brendan Cowell  | -                   | junto a Toby Schmitz, Geoff Morrell & Kate Mulvany               |
| 2007 | Jesus Hopped the A Train    | -         | Wayne Blair     | Belvoir St. Theatre | junto a Anni Finsterer, Wayne Blair, Ashley Lyons & Matt Zeremes |
| 2000 | The Beauty Queen of Leenane | -         | Garry Hines     | Bridge Theatre      | junto a Maggie Kirkpatrick, Tracy Mann & Greg Saunders           |